# مایلیکوری

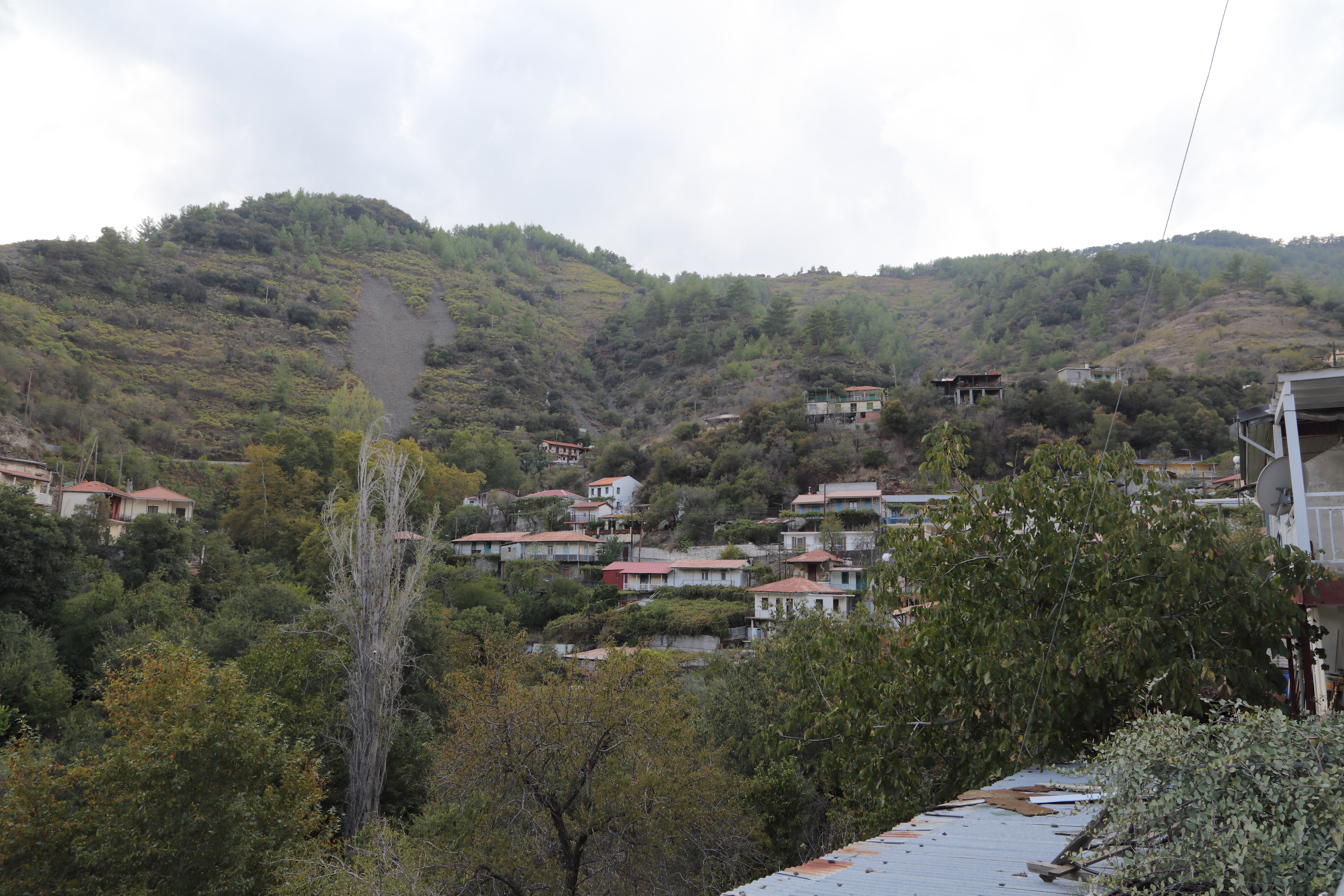
نمایی از منظقه مایلیکوری، قبرس

مایلیکوری (به لاتین: Mylikouri) یک منطقهٔ مسکونی در قبرس است که در ناحیه نیکوزیا واقع شده‌است.

## خصوصیات
مایلیکوری  ۳۹ نفر جمعیت دارد.